# ČSD-Baureihe T 678.0
Die Lokomotive der ČSD-Baureihe T 678.0 (ab 1988: Baureihe 775) entstand als Weiterentwicklung der bewährten Baureihe T 435.0. Sie wurde für den Güterverkehr konzipiert, zur gleichen Zeit entstand auch eine baugleiche Maschine der ČSD-Baureihe T 679.0 für den Personenverkehr. Beide Lokomotivtypen waren für den Dienst auf Gebirgsstrecken vorgesehen, um dort die Dampflokomotiven abzulösen.

## Geschichte
1961 entstanden bei ČKD je 2 Prototypen der T 678.0 als Güterzuglokomotive und der Baureihe T 679.0 mit Zugheizeinrichtung als Reisezuglokomotive. Bis 1964 wurden 15 Serienlokomotiven ausgeliefert. Sie erhielten einen orangefarbigen Anstrich, was ihnen sehr bald den Spitznamen „Pomaranč“ (deutsch: Orange) einbrachte.
Obwohl die Lokomotiven die beachtliche Dauerzugkraft von 245 kN aufweisen konnten, wurden keine weiteren Maschinen dieser Gattung beschafft. Stattdessen wurde ab 1966, wie auch bei der Deutschen Reichsbahn, der MAV und der PKP, die aus der Sowjetunion importierte Baureihe T 679.1 beschafft.
Zum Fahrplanwechsel 1996/1997 endete der planmäßige Einsatz. Die T 678.012 ist als betriebsfähige Museumslokomotive im Depot Zvolen erhalten geblieben, die T 678.016 befindet sich nicht betriebsfähig in Bratislava. Erhalten blieb auch ein Exemplar der Baureihe T 679.0.

## Technische Merkmale
Die Lokomotiven waren wie ihre Vorentwicklungen dieselelektrisch mit Tatzlagermotoren ausgeführt. Sie erhielten hochaufgeladene Motoren von ČKD mit 1472 kW Nennleistung. Da die Motoren sich nicht bewährten und sehr störanfällig waren, wurden für die Serienlokomotiven Motoren mit 1325 kW verwendet.

## Einsatz
Die Lokomotiven der Baureihe T 678.0 wurden zuerst den Depots Praha-Libeň, Zvolen, Olomouc und Plzeň zugeteilt. Offenbar waren die Lokomotiven für die kurvenreichen Bergstrecken in Böhmen ungeeignet, später wurde ihr Einsatzgebiet dann auf das Depot Zvolen konzentriert. Die Lokomotiven bewährten sich jedoch über viele Jahre auf den anspruchsvollen hügeligen Trassen der mittleren Slowakei.